# Верле, Герхард
Герхард Верле (нем. Gerhard Werle; род. в 1952) — заведующий кафедрой германского и международного уголовного права, уголовного процесса и современной истории права Берлинского университета им. Гумбольдта.

## Образование, научная и практическая деятельность
Г. Верле родился в 1952 году в Мангейме (Германия). В 1970 – 1975 гг. обучался юриспруденции и политическим наукам в Гейдельберге и Тюбингене. В 1975 г. Г. Верле сдал первый юридический государственный экзамен (в Гейдельберге), а в 1977 г. – второй юридический государственный экзамен (в Штутгарте). В 1978 – 1981 гг. – ассистент преподавателя на кафедре уголовного права в Гейдельбергском университете.
В 1980 г. Г. Верле защитил диссертацию на соискание ученой степени доктора юриспруденции (Dr. iur.) на тему: "Различие между длящимся деликтом, продолжающимся уголовно наказуемым деянием и протяженным по времени нарушением закона". В период с 1982 по 1989 гг. Г. Верле работал защитником по уголовным делам, продолжая научную и преподавательскую деятельность на кафедре уголовного права Гейдельбергского университета. После защиты в 1988 г. хабилитационной диссертации (Dr. iur. habil.) на тему: "Уголовная юстиция и борьба полиции с преступностью в Третьем рейхе" ему было присвоено ученое звание доцента.
С 1989 по 1993 гг. Г. Верле был профессором уголовного права, уголовного процесса и философии права в Университете Эрлангена-Нюрнберга, а с 2003 г. является заведующим кафедрой германского и международного уголовного права, уголовного процесса и современной истории права Берлинского университета им. Гумбольдта. В 2002 – 2003 гг. он был деканом юридического факультета, с 2007 г. является заместителем декана по международным связям.
С 1998 года Г. Верле состоит в экспертной группе Германского Красного Креста по международному гуманитарному праву. С 1999 по 2001 гг. он являлся членом Рабочей группы Федерального министерства юстиции Германии по разработке проекта Кодекса преступлений против международного права. В 2004 году профессор Верле являлся советником Германского общества по техническому сотрудничеству (GTZ) в Руанде.
С 2008 года профессор Верле является директором магистерской программы "Транснациональная уголовная юстиция и превенция преступлений: международная и африканская перспективы" и Южноафриканско-германского центра исследований вопросов развития и уголовного правосудия, функционирующих на базе Университета Западного Мыса (Южноафриканская Республика).

## Избранные публикации
Профессор Г. Верле – признанный специалист в сфере германского и международного уголовного права, уголовного процесса и современной истории права. Значительная часть его историко-правовых научных исследований (в качестве автора и ответственного редактора) посвящена юридической истории нацистской Германии и Германской Демократической Республики. Научные труды Г. Верле в сфере международного уголовного права охватывают вопросы Общей и Особенной частей этой отрасли: General Principles of International Criminal Law, in: Antonio Casssese (Hg.), The Oxford Companion to International Criminal Justice, Oxford University Press, Oxford 2009, pp. 54–62; German Jurisprudence on Genocidal Intent and the European Convention for the Protection of Human Rights and Fundamental Freedoms, in: Kimmo Nuotio (ed.), Festschrift in honour of Raimo Lahti, Helsinki University Print, Helsinki 2007, pp. 43–59; Individual Criminal Responsibility in Article 25 ICC Statute, in: Journal of International Criminal Justice 5 (2007), pp. 953–975; International Criminal Law and National Criminal Justice, in: Keiho Zasshi (Journal of Criminal Law) Vol. No. 2 (2005), pp. 131–141; "Unless Otherwise Provided": Article 30 of the ICC Statute and the Mental Element of Crimes under International Criminal Law, gemeinsam mit Florian Jesberger, in: Journal of International Criminal Justice 3 (2005), pp. 35–55.
Ряд научных работ Г. Верле посвящён взаимодействию между международным и национальным уголовным правом: Das Volkerstrafgesetzbuch, gemeinsam mit Florian Jesberger, in: Juristenzeitung 2002, S. 725 – 734; Die Strafbarkeit von Kriegsverbrechen nach deutschem Recht, gemeinsam mit Volker Nerlich, in: Humanitares Völkerrecht-Informationsschriften, 3/2003, S. 124 – 134; International Criminal Justice is coming home: The new German Code of Crimes against international Law, gemeinsam mit Florian Jesberger, in: Criminal Law Forum 13 (2002), pp. 191 – 223Б L’adaptation des systemes penaux nationaux au Statut de Rome. Le paradigme du (Volkerstrafgesetzbuch) allemand, gemeinsam mit Stefano Manacorda, in: Revue de science criminelle et de droit penal compare 3 (2003), pp. 501 – 515.

## Теория международного уголовного права
В науке международного уголовного права Г. Верле придерживается традиций классической континентальной школы, подчеркивая значимость договорных источников международного уголовного права. Он относит к предметной сфере современного международного уголовного права четырьмя ключевых состава – геноцид, преступления против человечности, военные преступления и преступление агрессии – и, в отличие от, например, М. Ш. Бассиуни или А. Кассезе, исключает из неё другие преступные деяния. Данный подход объясняется тем, что четыре указанных состава – так называемые «преступления по международному праву» –  криминализируются непосредственно на основе международного права, а основой для преследования и наказания за совершение других международных преступлений является не международное право, а национальное (имплементированное) законодательство; в таких случаях международное право, в особенности международные соглашения, просто обязывает государства объявить определенные деяния преступными. По мнению Г. Верле, в таких случаях можно говорить как максимум об опосредствованном преступном характере деяний по международному праву, преломленном через призму системы национального законодательства. В отличие от преступлений по международному праву, ко второй группе международных преступлений можно отнести деяния, составы которых возникают из международных договоров. Они включают, например, преступления пиратства против воздушных транспортных сообщений и морской навигации, некоторые виды преступлений, связанных с оборотом наркотиков, акты терроризма, подделку денежных знаков и пытки.
Ключевой категорией авторской теории материального международного уголовного права, разработанной Г. Верле, является так называемый «международный элемент» преступлений по международному праву. Он утверждает, что связь всех преступлений по международному праву с наиболее важными ценностями международного сообщества существует через посредство их общей характеристики – так называемого международного элемента: все международные преступления предполагают существование условий, в которых систематически или широкомасштабно применяется сила. Как правило, за это применение силы несет ответственность коллективное действующее лицо – обычно это государство. В случае с преступлениями против человечности эта обстановка организованного насилия состоит в широкомасштабном или систематическом нападении на гражданское население. Этот контекстный элемент состоит из суммы индивидуальных актов. При геноциде осуществление организованного насилия состоит в преднамеренном уничтожении, полностью или частично, членов группы, находящейся под защитой. Здесь контекстный элемент перемещается в плоскость умысла лица, совершающего преступление. В случае военных преступлений осуществление организованного насилия состоит в вооруженном конфликте, в ходе которого совершаются преступные деяния. Вооруженный конфликт состоит из актов правомерного и неправомерного применения силы. Что касается преступления агрессии, в данном случае криминализируется само применение организованного насилия. Агрессия, таким образом, является “преступлением против мира” в непосредственном смысле.

## "Принципы международного уголовного права"
Профессор Г. Верле – автор получившего международное признание и изданного на немецком (2 издания – 2003 и 2007 гг.), английском (2 издания – 2005 и 2009 гг.), испанском (2005 г.), итальянском (2009 г.), китайском (2009 г.) и русском (2011 г., переводчик и научный редактор - С. В. Саяпин) языках учебника "Принципы международного уголовного права". В книге, предназначенной для студентов, аспирантов, преподавателей юридических факультетов и факультетов международных отношений высших учебных заведений, а также специалистов и практиков в области международного права и международных отношений, дано систематическое изложение общих принципов, источников и развития материального международного уголовного права, а также подробный анализ квалификации и составов отдельных международных преступлений. Рассмотрены развивающаяся судебная практика Международного уголовного суда, а также и решения, принятые международными уголовными трибуналами по бывшей Югославии и Руанде. В издание также включена глава, посвящённая осуществлению национальными и «гибридными» судами уголовного преследования за совершение международных преступлений. Работа содержит подробный предметный указатель, а также указатели судебных решений и нормативных источников. Детальный и систематический характер книги позволяет использовать её как в качестве учебника, так и в качестве справочного издания по вопросам развития и практического применения международного уголовного права.